# Арадо Ar 64
Арадо Ar 64 је школски двокрилни ловац једносед, изрграђен од немачког предузећа Арадо. Ловци Арадо SD II и SD III пројектовани од инжињера Валтера Ретхелма, дали су основи за изградњу Ar 64, иначе намењеног да замени ловце Фокер D XIII. Авион је имао смешан изглед, састављен од челичног трупа, пресвучен платном и дрвених крила. Пробни авион Ar 64a направљен је 1930. године. Имао је звездасти мотор Јупитер VI од 395 kW (530 КС), направљен по лиценци код фирме Сименс, са четворокраком елисом.
Авиони Арадо Ar 64 су имали неколико конструкциских измена. На првој серијској варијанти Ar 64d, била је постављена савршенија шасија и увећано кормило правца (реп). Последња верзија тих малобројних авиона била је Ar 64e, налик на Ar 64d само са двокраком елисом и оружјем као код ранијих модела. Око 20 авиона Ar 64 свих типова, предато је летачким школама у Немачкој за обуку младих пилота ловаца.

## Верзије
- : прототип, напаја радијални мотор Јупитер VI, снаге 395  (530 КС) са девет цилиндара. Први лет 1930.
- : Само два изграђена напајани мотором снаге 477 kW (640 КС), BMW VI 6.3 са 12-цилиндара, водом хлађен мотор. Први лет је имао 1931. године.
- : са старим мотором снаге 395  (530 КС) Јупитер VI, али са незнатним структурним променама.
- : тип за серијску производњу са реконструисаним и проширеним вертикалним репним површинама и преправљеним стајним органима. Мотор је био исти Јупитер VI.
- : тип за серијску производњу. Слично као и 64d.

### Производња по годинама
- 1930 - 3
- 1931 - 9
- 1932 - 6
- 1933 - 7